# Prophecy (canción de Mami Kawada)
«Prophecy» es el octavo sencillo de la cantante de J-Pop de I've Sound, Mami Kawada, publicado el 18 de noviembre del 2009. El tema titular sería usado como opening de Shakugan no Shana S, un total de cuatro OVAs de la serie de Shakugan no Shana. Este sencillo sería la quinta conexión de la cantante con la serie.
El sencillo salió a la venta en una edición de CD+DVD (GNCV-0007) y una edición regular (GNCV-0008). El DVD contiene el videoclip promocional de "Prophecy".
El sencillo alcanzó el puesto #34 en la lista semanal del Oricon durando solo tres semanas en lista y haciendo de este sencillo el menos exitoso de la carrera de Mami Kawada.

## Canciones
1. Prophecy
Letra: Mami Kawada
Composición y arreglos: Tomoyuki Nakazawa, Takeshi Ozaki
2. a frame
Letra: Mami Kawada
Composición y arreglos: Tomoyuki Nakazawa, Takeshi Ozaki
3. Prophecy -instrumental-
4. a frame -instrumental-

## Trayectoria de ventas
| Listas (2009)       | Posiciones |
| ------------------- | ---------- |
| Oricon Daily Chart  | 20         |
| Oricon Weekly Chart | 34         |
| Sales               | 4,713      |